# Philippe Jourdan
Philippe Jean-Charles Jourdan (Dax, 30 de agosto de 1960) es un presbítero católico francés. Obispo de Tallin (desde septiembre de 2024). Está incardinado en la Prelatura del Opus Dei.

## Biografía
Philippe Jourdan nació, en el seno de una familia de origen vasco, en la localidad francesa de Dax en 1960. Tras concluir su educación secundaria en Dax y las clases preparatorias en el Liceo Louis-le-Grand de París, obtuvo una licenciatura en ingeniería en la Éscuela Nacional de Puentes y Caminos de París (1983). Años después obtuvo su doctorado en filosofía en la Pontificia Universidad de la Santa Cruz (1987). Fue ordenado sacerdote por el Cardenal Bernard Francis Law el 20 de agosto de 1988, e incardinado en la Sociedad Sacerdotal de la Santa Cruz y del Opus Dei.
Comenzó su actividad pastoral como capellán en escuelas y residencias de estudiantes, en Madrid (1988-89) y París (1989-1993). También ayudó en las tareas parroquiales y enseñó filosofía (1989-1995).
En 1996, fue nombrado Vicario General de la Administración Apostólica de Estonia, entonces el más alto funcionario de la Iglesia residente en el país, dentro de la jurisdicción del Nuncio Apostólico en Lituania. De 1999 a 2001, Jourdan también se desempeñó como vicario parroquial de la Catedral de San Pedro y san Pablo en Tallin.
Es vicepresidente del Consejo de Iglesias de Estonia (marzo de 2004), organismo ecuménico que reúne a las principales Iglesias y confesiones cristianas del país.
El 23 de marzo de 2005 fue nombrado obispo titular de Pertusa y Administrador Apostólico de Estonia por el Papa Juan Pablo II, convirtiéndose en el segundo obispo católico en Estonia desde la Reforma Protestante en el siglo XVI. Su predecesor, Eduard Profittlich S.J., murió en 1942 en una prisión soviética.
Fue consagrado obispo e instalado en Tallin el 10 de septiembre de 2005 por el arzobispo Peter Stephan Zurbriggen, nuncio apostólico en los estados bálticos. Los co-consagradores fueron el arzobispo Tadevuš Kandrusievič de Moscú y el obispo Javier Echevarría, prelado del Opus Dei. En 2013 se convirtió en miembro del Consejo de las Conferencias Episcopales Europeas (CCEE), como representante de Estonia.
El 26 de septiembre de 2024 la Administración Apostólica de Estonia fue elevada a sede episcopal denominándose Diócesis de Tallin, siendo nombrado su primer obispo.
El obispo Jourdan habla estonio, francés, ruso, inglés, español, italiano y alemán.